# 加藤誠 (医師)
加藤 誠（かとう まこと、1959年10月26日 - ）は、日本の医師、馬主。
加藤乳腺クリニック理事長および同クリニック京都院の院長を務める。

## 経歴
1959年、三重県出身。1988年に京都府立医科大学を卒業、その後同大学院に進学、1996年に修了し博士（医学）の学位を得る。同年済生会滋賀県病院外科医長、1998年より外科副部長、2000年より救急部長兼任、2001年より乳腺胸部外科部長となる。2003年、滋賀県に加藤乳腺クリニックを開院。

## 馬主活動

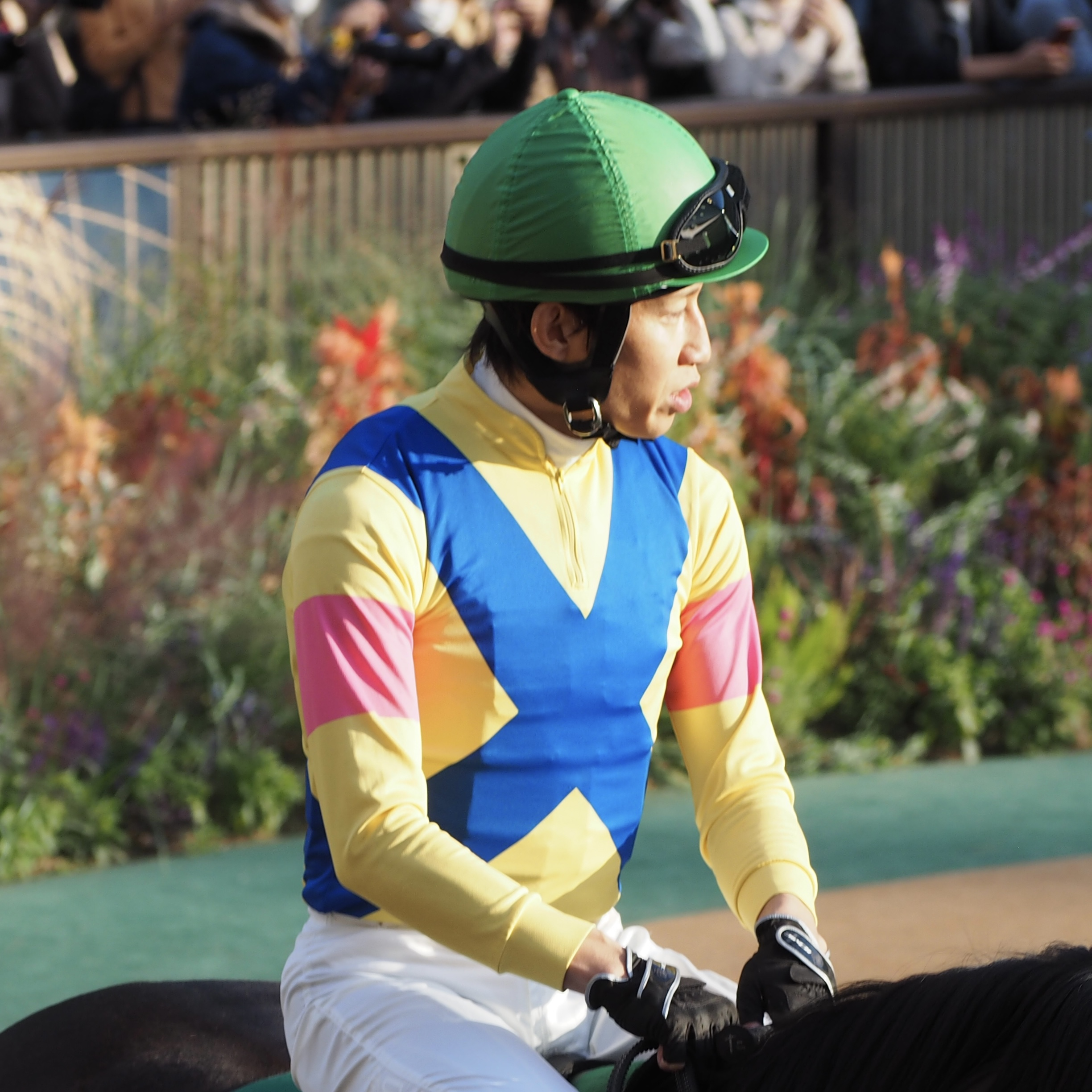
加藤の勝負服を着用した田辺裕信

日本中央競馬会（JRA）および地方競馬全国協会（NAR）に登録する馬主としても知られる。勝負服の柄は黄、青十字襷、袖桃一本輪、冠名は特に用いない。初めて競馬を観戦したのは1991年の天皇賞（春）で、そのレースの迫力に魅入られたのだと語っている。

### エピソード
- 馬主としての初勝利は2010年11月6日のレースであったが、その日は加藤の結婚記念日でもあった[4]。
- 馬主登録にあたっては、生産牧場のノースヒルズ代表である前田幸治に世話になったといい[4]、自己所有の繁殖牝馬であるルミエールヴェリテもノースヒルズへ預託している。

## 主な所有馬

### 重賞競走優勝馬
- キメラヴェリテ（2019年北海道2歳優駿）
- コレペティトール（2024年京都金杯）
- アリスヴェリテ（2024年マーメイドステークス）

### その他の所有馬
- リアンヴェリテ（2019年大沼ステークス、マリーンステークス、2021年コーラルステークス）
- ナンチンノン（2017年千葉ステークス、2018年大和ステークス）
- サヴォーナ（2023年神戸新聞杯2着、2024年日経新春杯2着）

## 著書
- 『医師の職分 次代を担う若手医師へ伝えたいこと』（幻冬舎、2024年。ISBN 978-4344947597）